# Agnieszka Szpitter
Agnieszka Anna Szpitter (ur. 22 września) – polska profesor nauk społecznych, badaczka społeczna, specjalizująca się w zarządzaniu projektami i procesami biznesowymi, metodach organizacji i zarządzania, koncepcjach zarządzania. Od 2004 r. jest zatrudniona w Katedrze Organizacji i Zarządzania na Wydziale Zarządzania w Sopocie Uniwersytetu Gdańskiego w Gdańsku.

## Życiorys zawodowy
Stopień doktora w dziedzinie nauk ekonomicznych w dyscyplinie nauki o zarządzaniu uzyskała na Wydziale  Zarządzania Uniwersytetu Gdańskiego uchwałą w dniu 29 czerwca 2006 roku na podstawie przedstawionej rozprawy doktorskiej.
Stopień doktora habilitowanego w dziedzinie nauk ekonomicznych w dyscyplinie nauki o zarządzaniu uzyskała na Wydziale Informatyki i Zarządzania Politechniki Wrocławskiej we Wrocławiu uchwałą z dnia 24 czerwca 2014 roku na podstawie dotychczasowego dorobku po uzyskaniu stopnia doktora oraz dwóch monografii naukowych.
Tytuł naukowy profesora w dziedzinie nauk społecznych w dyscyplinie nauki o zarządzaniu i jakości nadany jej został postanowieniem Prezydenta RP z dnia 27 lipca 2021r.

## Wybrane publikacje
- A.A. Szpitter, Architektura zarządzania procesami i projektami, CeDeWu, Warszawa 2020, ISBN 978-83-8102-400-6.
- A.A. Szpitter, Zarządzanie wiedzą w tworzeniu innowacji – model tercji organizacji – ujęcie fraktalne, Wyd. UG, Gdańsk 2014, ISBN 978-83-7865-161-1
- A.A. Szpitter, Zarządzanie wiedzą w tworzeniu innowacji: model dojrzałości projektowej, Wyd. UG, Gdańsk 2013, ISBN 978-83-7865-070-6.
- B. Nogalski, A.A. Szpitter, M. Jabłoński, Efektywne zarządzanie wynikami w projektach inwestycyjnych operatorów systemu dystrybucyjnego, Wyd. UG, Gdańsk 2018, ISBN 978-83-7865-660-9.
- B. Nogalski, A.A. Szpitter, M. Jabłoński, Zarządzanie projektami w kształtowaniu elastycznych modeli biznesu operatorów systemu dystrybucyjnego, Wyd. UG, Gdańsk 2016, ISBN 978-83-7865-451-3.
- B. Nogalski, A.A. Szpitter, P. Niewiadomski, Agility versus flexibility? Perception of the business model maturity of the agricultural machinery sector manufacturing companies, CEMJ, Warszawa 2020, doi:10.7206/cemj.2658-0845.27
- B. Nogalski, P. Niewiadomski, A.A. Szpitter, Creativity in the aspect of composition of business models of manufacturers from the agricultural machines sector: an attempt to assess the significance of the requirements, Journal of Management and Financial Sciences, vol. 11, nr 31, 2018, doi:10.33119/JMFS.2018.31.1
- B. Nogalski, P. Niewiadomski, A.A. Szpitter, Przemysł czwartej generacji a strategiczne działania dostosowawcze polskich wytwórców sektora maszyn rolniczych, Przegląd Organizacji, nr 11 (946), 2018, doi10.33141/po.2018.11.01
- B. Nogalski, A.A. Szpitter, A. Jabłoński, M. Jabłoński, Changes, Evolution, Revolution and Adaptation of Enterprise Business Models Theoretical Implications, [w:] Competitivenes and Economic Development in Europe – Prospects and Challenges, S. Bukowski, A. Hyz, M. Lament (red.) (Chapter 21), Taylor & Francis Books Routledge, 2021, ISBN 978-0-367-55830-7.
- B. Nogalski, A.A. Szpitter, A. Jabłoński, M. Jabłoński, Changes, Evolution, and Adaptation of the Business Model of Polish Service Enterprises – Results, [w:] Competitivenes and Economic Development in Europe – Prospects and Challenges, S. Bukowski, A. Hyz, M. Lament (red.), (Chapter 22), Taylor & Francis Books Routledge, 2021, ISBN 978-0-367-55830-7.
- B. Nogalski, A.A. Szpitter, A. Jabłoński,  M. Jabłoński, (sc. ed.), Networked Business Models in the Circular Economy, IGI Global, Hershey PA, USA 2020, ISBN 978-152-257-85-05.
- A.A. Szpitter, Worst Practices as the Lessons Learned in Marketing, Warsaw School of Economics, 5(148) 2011, Warszawa 2011, ISSN 0137-5466.
- A.A. Szpitter, Koncepcje zarządzania – próba klasyfikacji, Przegląd Organizacji, TNOiK, Warszawa 10/2011, ISSN 0137-7221.
- A.A. Szpitter, Innowacyjne podejścia do zarządzania projektami, Przegląd Organizacji, TNOiK, Warszawa 01/2012, ISSN 0137-7221.
- A.A. Szpitter, Zarządzanie wiedzą projektową w tworzeniu innowacji, Przegląd Organizacji, TNOiK, Warszawa 11/2012, ISSN 0137-7221.
- A.A. Szpitter, Achieving Levels of Project Management Maturity in Organization, Management, University of Zielona Góra, Faculty of Economics and Management, 17(1)2013, Zielona Góra, ISSN 1429-9321.
- A.A. Szpitter La gestion de la connaissance dans le processus d’innovation de projet, Management and Business Administration. Central Europe, Akademia Leona Koźmińskiego w Warszawie, Warszawa, 22, 3(126), 2014, ISSN 1231-0328.
- B. Nogalski, A.A. Szpitter, Kultura organizacyjna w zarządzaniu organizacja wielokulturową, [w:] Historia i perspektywy nauk o zarządzaniu. red.  naukowa B. Mikuła, Uniwersytet Ekonomiczny w Krakowie, Katedra Zachowań Organizacyjnych, Fundacja Uniwersytetu Ekonomicznego w Krakowie, Kraków 2012, ISBN 978-83-62511-61-7.
- B. Nogalski, A.A. Szpitter, E. Nohrstedt, Świadomość kulturowa jako narzędzie elastyczności  w zarządzaniu kapitałem ludzkim w przedsiębiorstwie międzynarodowym realizującym projekty infrastrukturalne – case research, [w:] Sukces w zarządzaniu kadrami. Elastyczność w zarządzaniu kapitałem ludzkim. Tom 2. Problemy zarządczo–psychologiczne,  red. naukowi S.A. Witkowski, M. Stor, prace Naukowe Uniwersytetu Ekonomicznego we Wrocławiu, Research Papers, of Wrocław University of Economics, nr 249, Wrocław 2012, ISSN 1899-3149.
- B. Nogalski, A.A. Szpitter, E. Nohrstedt, Jednostka w multikulturowym środowisku. Wnioski dla sprawności zarządzania kulturą w przedsiębiorstwie międzynarodowym realizującym projekty infrastrukturalne – case research, [w:] Studia Ekonomiczne Regionu Łódzkiego pt.: Wybrane aspekty zarządzania nowoczesną organizacją, Nr VIII 2012, Polskie Towarzystwo Ekonomiczne Oddział w Łodzi, Łódź 2012, ISSN 1897-7480, Badanie poziomu świadomości kulturowej w organizacji w firmie Skanska.
- A.A. Szpitter, M.F. Olszewski, Przegląd dziesięciu perspektyw kreatywności w organizacji: ujęcie teoretyczne, Przegląd Organizacji, nr 12 (947), 2018, doi10.33141/po.2018.12.04
- M.F. Olszewski, A.A. Szpitter, Kreatywność w zespole projektowym. Aspekty zarządcze, CeDeWu, Warszawa 2024, ISBN 978-83-8102-887-5.
- M. Czerska, A.A. Szpitter (red.), Koncepcje zarządzania. Podręcznik akademicki, C.H. Beck, Warszawa 2010, ISBN 978-83-255-1530-0.